# Abbas II van Perzië

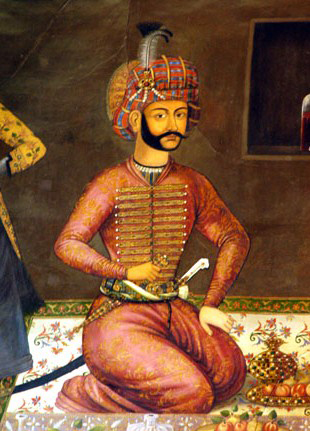
Abbas II van Perzië

Abbas II ( شاه عباس دوم ) (Perzië, 31 december 1632) was de zevende sjah van de Safawiden, een dynastie die twee eeuwen lang heeft geheerst over het gebied dat nu Iran is. Abbas II regeerde van 1642 tot hij eind oktober 1666 stierf. Zijn voorganger was zijn vader Shah Safi en zijn opvolger werd zijn zoon Suleiman I.